# Stephen Cook
Stephen Arthur Cook (n. 14 decembrie 1939, Buffalo, New York, SUA) este un informatician american, care a formalizat noțiunea de NP-completitudine într-o lucrare scrisă în 1971 și intitulată Complexitatea procedurilor de demonstrare a teoremelor, în care a demonstrat că problema satisfacerii expresiilor booleene este NP completă. Pentru aceasta, Cook a primit în 1982 Premiul Turing.
1. ↑  IdRef, accesat în 20 mai 2020
2. ↑   https://www.acm.org/media-center/2009/january/acm-names-44-fellows-for-contributions-to-computing-and-it, accesat în 24 iunie 2024 Lipsește sau este vid: |title= (ajutor)